# Murexiella levicula
Murexiella levicula är en snäckart som först beskrevs av Dall 1889.  Murexiella levicula ingår i släktet Murexiella och familjen purpursnäckor. Inga underarter finns listade i Catalogue of Life.